# Lega svizzera contro il cancro
La Lega svizzera contro il cancro è una organizzazione non a scopo di lucro svizzera impegnata nella prevenzione e nella diagnosi precoce del cancro, nella promozione della ricerca e nel sostegno delle persone colpite dal cancro e dei loro familiari. La sede è a Berna e riunisce 18 Leghe cantonali e regionali. È certificata con il marchio ZEWO e si finanzia prevalentemente con donazioni. 
Offre consulenza gratuita, pubblica letteratura specialistica su temi specifici e opuscoli informativi. Organizza campagne nazionali di informazione e prevenzione, in particolare sul cancro del seno, sul cancro colorettale e sul cancro della pelle, inoltre collabora con organizzazioni partner nella prevenzione del tabagismo, in favore di un’alimentazione sana e nella promozione dell’attività fisica. Offre anche corsi di formazione e di perfezionamento per specialisti.

## Storia
Dopo la fondazione dell’Unione internazionale per la ricerca sul cancro (Internationale Vereinigung für Krebsforschung) nel 1908 a Berlino, in Svizzera si cercò di istituire un comitato nazionale per la ricerca sul cancro. Le forze trainanti furono la «Société de la lutte contre le cancer» di Ginevra, esistente dal 1907, e l'Ufficio federale della sanità pubblica. Anche i medici Theodor Kocher (bernese e primo chirurgo che ricevette il Premio Nobel nel 1909), Wilhelm Kolle e Albrecht Burckhardt decisero di partecipare.
La Lega svizzera contro il cancro è stata fondata nel 1910 con il nome di «Unione svizzera per la lotta contro il cancro». Nel corso dei decenni ha assunto varie denominazioni e dal 2001 porta l’attuale nome ufficiale.
Presidente della Lega svizzera contro il cancro dal 1989 al 1992: Giorgio Noseda

## Organizzazione

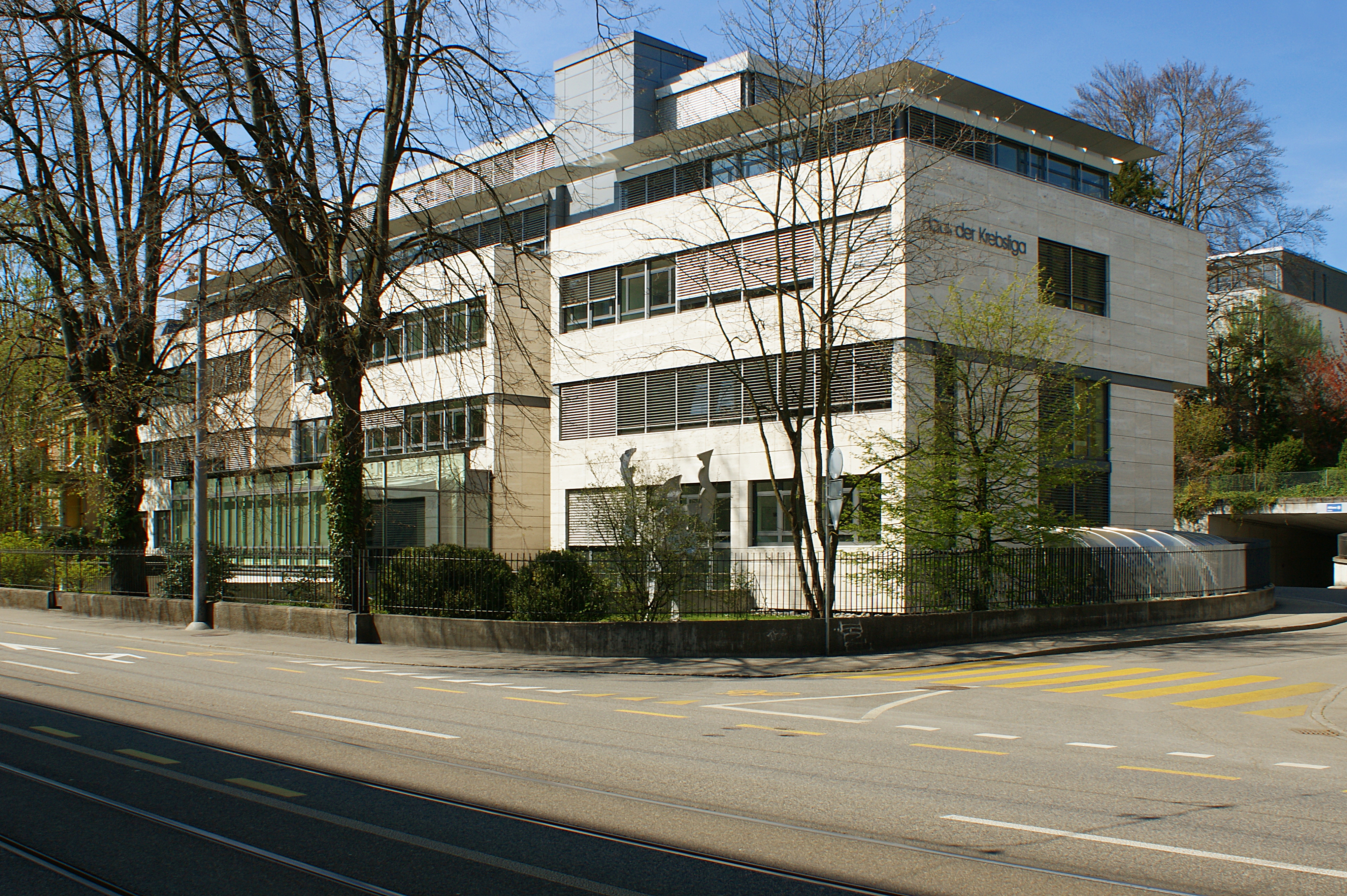
La Casa della Lega contro il cancro, in Effigerstrasse 40 a Berna, è stata inaugurata nel 1996 e finanziata in gran parte da sostenitori privati del Canton Ticino.

L’associazione conta esclusivamente membri collettivi, corrispondenti alle 18 Leghe cantonali e regionali contro il cancro, il cui organo supremo di rappresentanza è l’Assemblea dei delegati. Il Comitato, composto attualmente da dodici membri, costituisce la direzione strategica dell’associazione. La direzione, con i suoi cinque membri, invece è responsabile della gestione operativa; la direttrice è coadiuvata dai responsabili dei quattro settori specialistici (prevenzione, assistenza e controlli; ricerca, innovazione e sviluppo; marketing, comunicazione e raccolta fondi; finanze, personale e servizi). Presso la sede della Lega svizzera contro il cancro di Berna lavorano circa 100 collaboratori. 
La Lega svizzera contro il cancro collabora strettamente con altre organizzazioni nella lotta contro il cancro. Insieme alle Leghe cantonali e regionali contro il cancro e all’organizzazione partner Ricerca svizzera contro il cancro, nel 2016 ha sostenuto con una somma di 25 milioni di franchi numerosi progetti di ricerca sul cancro. La Lega contro il cancro è attiva anche nell'ideazione e attuazione di misure per la lotta contro il cancro in Svizzera, tra cui la Strategia nazionale contro il cancro, un programma a lungo termine a cui partecipano varie organizzazioni e autorità, tra cui l’Ufficio federale della sanità pubblica. 
Tra le Leghe cantonali di lingua italiana va annoverata la Lega ticinese contro il cancro, fondata a Bellinzona nel 1936 con il nome di «Associazione cantonale per la lotta contro il cancro», la quale ricopre un ruolo importante a livello cantonale per quanto riguarda l’assistenza e l’accompagnamento dei malati e dei familiari lungo tutto il percorso della malattia oncologica.